# Ctenopelma luciferum
Ctenopelma luciferum là một loài tò vò trong họ Ichneumonidae.